# Jump scare
Susto repentino (ou arroubo de susto), do inglês Jumpscare (traduzido ''pulo de susto'') é uma técnica frequentemente usada em filmes de terror e jogos eletrônicos com intuito de assustar o público, surpreendendo-o com uma mudança abrupta de imagem ou evento, geralmente co-ocorrendo com um som alto e assustador. A técnica foi descrita como "um dos blocos de construção mais básicos dos filmes de terror". O jump scare pode surpreender o espectador ao surgir em um ponto do filme em que a trilha sonora está quieta e o público não está esperando nada alarmante acontecer, ou pode ser a recompensa súbita de um longo período de suspense.
Alguns críticos descreveram o recurso como um modo preguiçoso de assustar os telespectadores, e acreditam que o gênero de terror sofreu um declínio nos últimos anos após uma excessiva confiança na convencão de gênero, estabelecendo-o como um clichê dos filmes de terror modernos.

## Screamer
Um screamer é uma imagem, vídeo ou aplicativo na Internet que tem uma mudança repentina projetada para assustar o usuário. Eles geralmente incluem um rosto assustador com um grito alto.
Um dos primeiros exemplos de um screamer é o The Maze (frequentemente chamado de Scary Maze Game) de Jeremy Winterrowd em 2003. Disfarçado de jogo de computador, o jogador deve usar o mouse para mover um quadrado azul ao longo de um determinado caminho sem tocar nas paredes. À medida que o jogador avança, as paredes ficam menores, tornando mais difícil para o jogador evitar tocar nas paredes, obrigando, assim, o jogador a aproximar o rosto da tela. A princípio, se o jogador tocar acidentalmente na parede, isso o levará de volta ao menu inicial e o jogador terá que começar tudo de novo. Porém, assim que o jogador atinge o nível 3, as paredes ficam tão finas que fica muito difícil evitar tocar na parede, o que é feito de propósito para deixar o jogador mais focado no jogo e possivelmente se aproximar da tela. Quando o jogador chega a um certo ponto, seja tocando uma parede ou não, uma imagem da Regan McNeil (Linda Blair) possuída do filme O Exorcista aparece de repente na tela junto com um efeito sonoro editado dela gritando tocando duas vezes.